# Eiji Ōsawa
Eiji Ōsawa (jap. 大澤 映二, Ōsawa Eiji; * 1935 in der Präfektur Toyama, Japan) ist ein japanischer Chemiker, der 1970 die Existenz des Fulleren-Moleküls postulierte und berechnete.

## Leben und Werk
Ōsawa schloss sein Studium 1960 an der Kyoto University mit dem Master of Engineering ab, wo er anschließend im Jahr 1965 promovierte. Nach einer Zeit als wissenschaftlicher Mitarbeiter an der Princeton University wurde er 1970 Associate Professor an der Fakultät für Naturwissenschaften an der Universität Hokkaido.
Nach Forschungsaufenthalten in Deutschland an der Universität Karlsruhe nahm er 1991 einen Ruf an die Technische Universität Toyohashi an, wo er 2001 emeritiert wurde.
Danach gründete er das NanoCarbon Research Institute Ltd. Im Jahr 2002 wurde ihm der Chunichi Kulturpreis verliehen.